# によど (護衛艦・2代)
によど（ローマ字：JS Niyodo, FFM-7）は、海上自衛隊の護衛艦。もがみ型護衛艦の7番艦。艦名は仁淀川に由来する。この名を受け継いだ日本の艦艇としては、海上自衛隊のちくご型護衛艦「によど」に続き2代目にあたる。なお、旧海軍では大淀型軽巡洋艦2番艦に「仁淀」と命名される予定であったが、建造中止となった。
本記事は、本艦の艦歴について主に取り扱っているため、性能や装備等の概要についてはもがみ型護衛艦を参照されたい。

## 艦歴

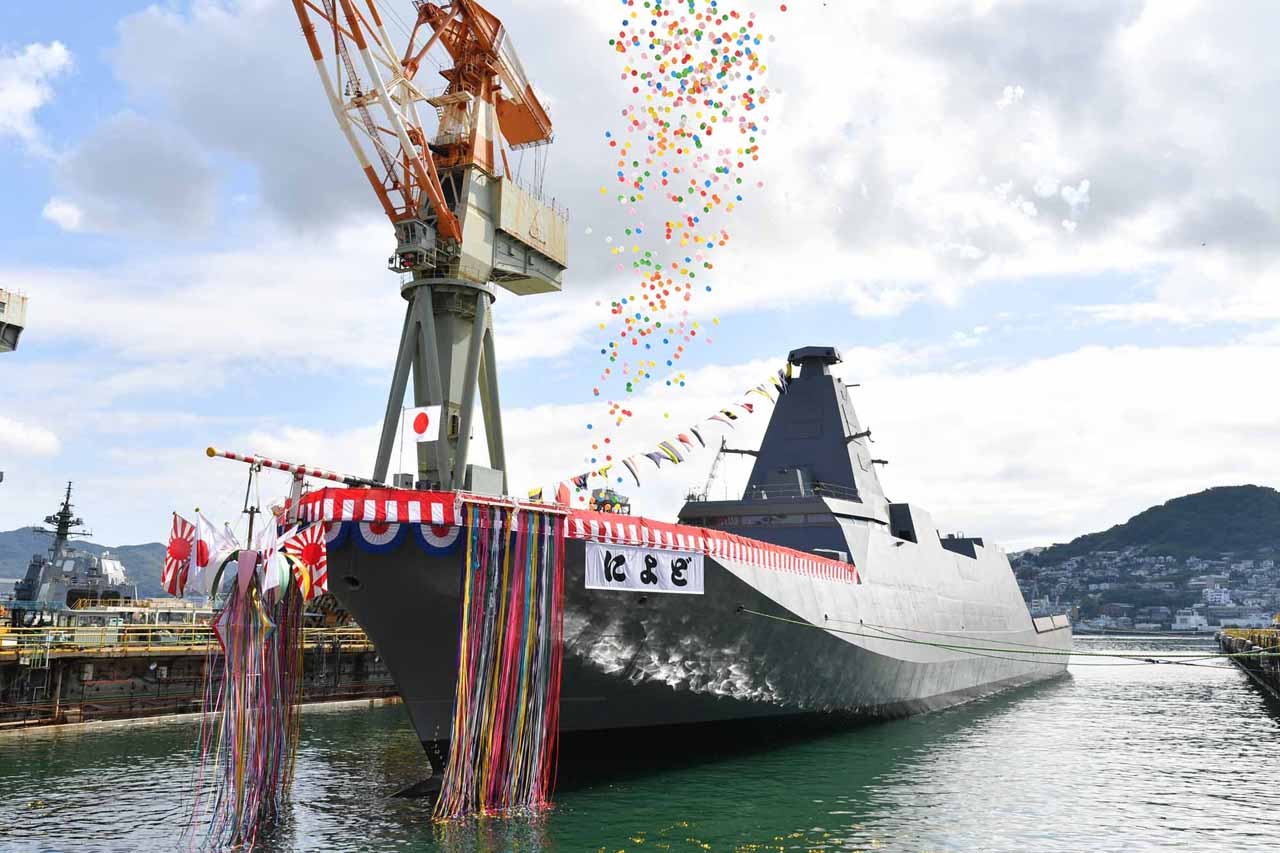
進水式時の「によど」（2023年9月26日）

中期防衛力整備計画に基づく令和3年度計画護衛艦として、三菱重工業に発注され、2022年6月30日に三菱重工業長崎造船所で起工、2023年9月26日に命名され進水した。Mk.41VLSについては、2021年度補正予算に予算計上されたが、世界的な半導体不足の影響を受け後日装備とされた。しかし、一転して就役時から装備されることとなった。もがみ型の中では、本艦が初のVLS搭載艦となる。なお、07式垂直発射魚雷投射ロケットのみを搭載する予定で、艦対空ミサイルをVLSに搭載する予定はない。計画では艤装や各種試験を実施したのち、2024年12月に就役予定であったが、スケジュールの遅れにより2025年5月21日に就役し、護衛艦隊直轄第12護衛隊に編入され、呉基地に配備された。

### 歴代艦長
進水時点では、クルー制導入のため艤装員長は決められなかった。
| 代   | 氏名       | 在任期間    | 出身校・期 | 前職 | 後職 | 備考                 |
| 艦長 | 艦長       | 艦長        | 艦長       | 艦長 | 艦長 | 艦長                 |
| ---- | ---------- | ----------- | ---------- | ---- | ---- | -------------------- |
| 1    | 渡邉大志郎 | 2025.5.21 - |            |      |      | 2025.7.1 1等海佐昇任 |